# راسل هوبتون
راسل هوبتون (بالإنجليزية: Russell Hopton)‏ مواليد 18 فبراير 1900 في نيويورك، الولايات المتحدة - الوفاة 7 أبريل 1945 في كاليفورنيا، الولايات المتحدة، هو ممثل أمريكي بدأ مسيرته الفنية سنة 1926. شارك في قرابة 110 أفلام.

## الأعمال
- مين وبيل
- كان رجلها

## روابط خارجية
- راسل هوبتون على موقع IMDb (الإنجليزية)
- راسل هوبتون على موقع ألو سيني (الفرنسية)
- راسل هوبتون على موقع أول موفي (الإنجليزية)
- راسل هوبتون على موقع قاعدة بيانات الأفلام السويدية (السويدية)
- راسل هوبتون على موقع قاعدة بيانات الفيلم (الإنجليزية)
- راسل هوبتون على موقع كينوبويسك (الروسية)